# Пустково (Білоґардський повіт)
Пустково (пол. Pustkowo) — село в Польщі, у гміні Білоґард Білоґардського повіту Західнопоморського воєводства.
Населення — 231 особа (2011).
У 1975-1998 роках село належало до Кошалінського воєводства.

## Демографія
Демографічна структура станом на 31 березня 2011 року:
|          | Загалом | Допрацездатний вік | Працездатний вік | Постпрацездатний вік |
| -------- | ------- | ------------------ | ---------------- | -------------------- |
| Чоловіки | 132     | 26                 | 95               | 11                   |
| Жінки    | 99      | 19                 | 63               | 17                   |
| Разом    | 231     | 45                 | 158              | 28                   |